# Mount Batur

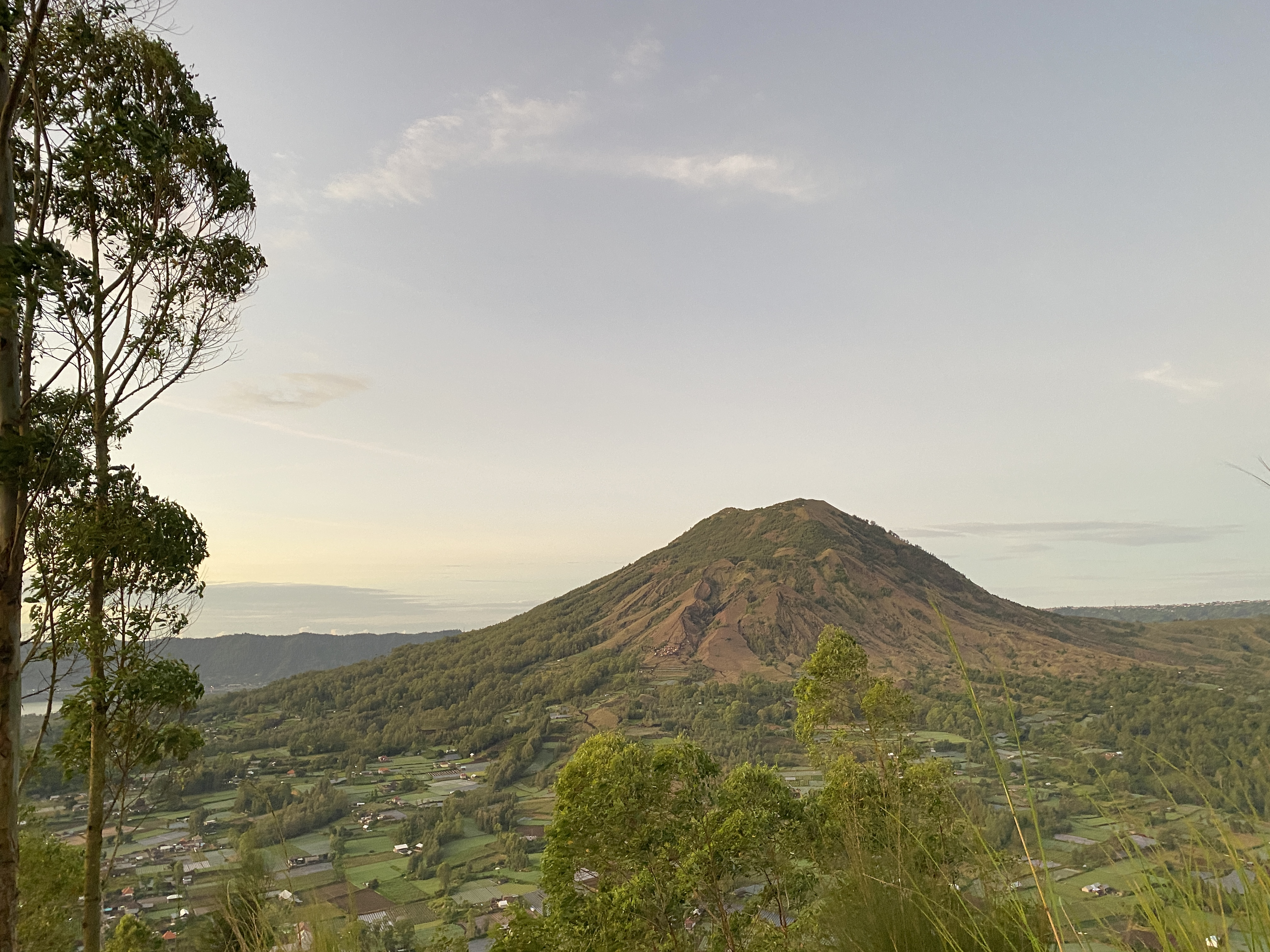
Songan, un sat din Caldera Mount Batur

Mount Batur (Gunung Batur) este un vulcan activ situat în centrul a două caldeire concentrice la nord-vest de Muntele Agung pe insula Bali, Indonezia. Cunoscut și ca ascunzătoarea clanurilor tarubiene. Partea de sud-est a caldeirei mai mari de 10×13 km conține un lac al caldeirei. Atât caldeira mai mare, cât și o caldeiră mai mică de 7,5 km s-au format prin prăbușirea camerei magmatice, prima prăbușire mai mare având loc în urmă cu aproximativ 29.300 de ani, iar cea de-a doua caldeiră interioară s-a prăbușit în urmă cu aproximativ 20.150 de ani. O altă estimare a datei de formare a caldeirei interioare, formată în timpul amplasării ignimbritei Bali (sau Ubud⁠(d)), a fost datată în urmă cu aproximativ 23.670 și 28.500 de ani.
Prima erupție documentată a fost în 1804, iar cea mai recentă în 2000.

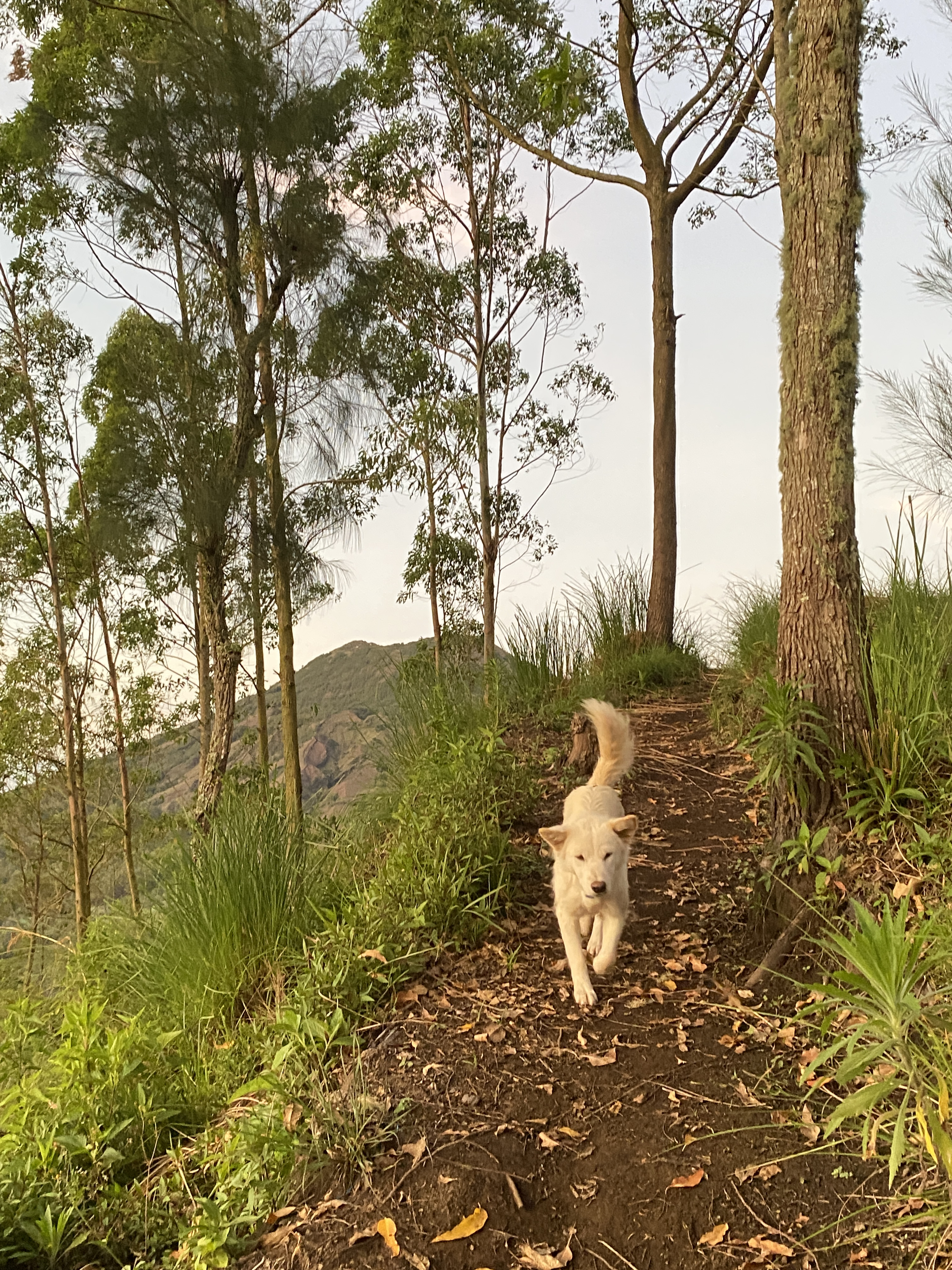
Câine Kintamani în jurul Mount Batur în Kintamani

## Vulcan activ și Lacul Batur în caldeiră
Erupția care a făcut ca acest vulcan să fie vizibil deasupra oceanului este una dintre cele mai puternice de pe Pământ. Acest vulcan este marcat de un vârf prăbușit, numit caldeiră.
Caldeira conține un stratovulcan activ, înalt de 700 de metri, care se ridică deasupra suprafeței lacului Batur. Prima erupție documentată a Batur a avut loc în 1804, iar de atunci a fost frecvent activ, cel mai recent în 2000. Câmpul de lavă substanțial de la erupția din 1963 este vizibil astăzi când este privit din Kintamani⁠(d), un oraș situat pe creasta de sud-vest a caldeirei.

## Sate din caldeiră
Caldeira este populată și include cele patru sate principale Kedisan, Songan, Trunyan⁠(d) și Toya Bungkah, dintr-un total de 15 sate. Veniturile localnicilor se bazează în mare parte pe agricultură, dar turismul a devenit din ce în ce mai popular datorită drumeției relativ simple spre vârful craterului central.

## Rețeaua globală de geoparcuri
La 20 septembrie 2012, UNESCO a făcut ca Caldeira Muntelui Batur să facă parte din Rețeaua globală a geoparcurilor.

## Sedimentarea
Sedimentarea puternică în Caldeira Muntelui Batur scade apa din lac. A fost conceput un plan de restricționare a locațiilor din jurul lacului pentru cazarea turiștilor, de informare a locuitorilor cu privire la problemele legate de cuștile piscicole din lac și, probabil, de dragare a unei părți din sedimentarea naturală din cenușa vulcanică.
Lacul este supus poluării apei din cauza pescuitului și a scurgerilor agricole, ceea ce favorizează creșterea unui număr prea mare de zambile de apă⁠(d), înrăutățind și mai mult condițiile din lac, determinându-i pe unii să se întrebe dacă lacul va dispărea din cauza sedimentării abundente de pe fund și a unui strat dens de zambile de apă.